# الزراعة في المياه العميقة

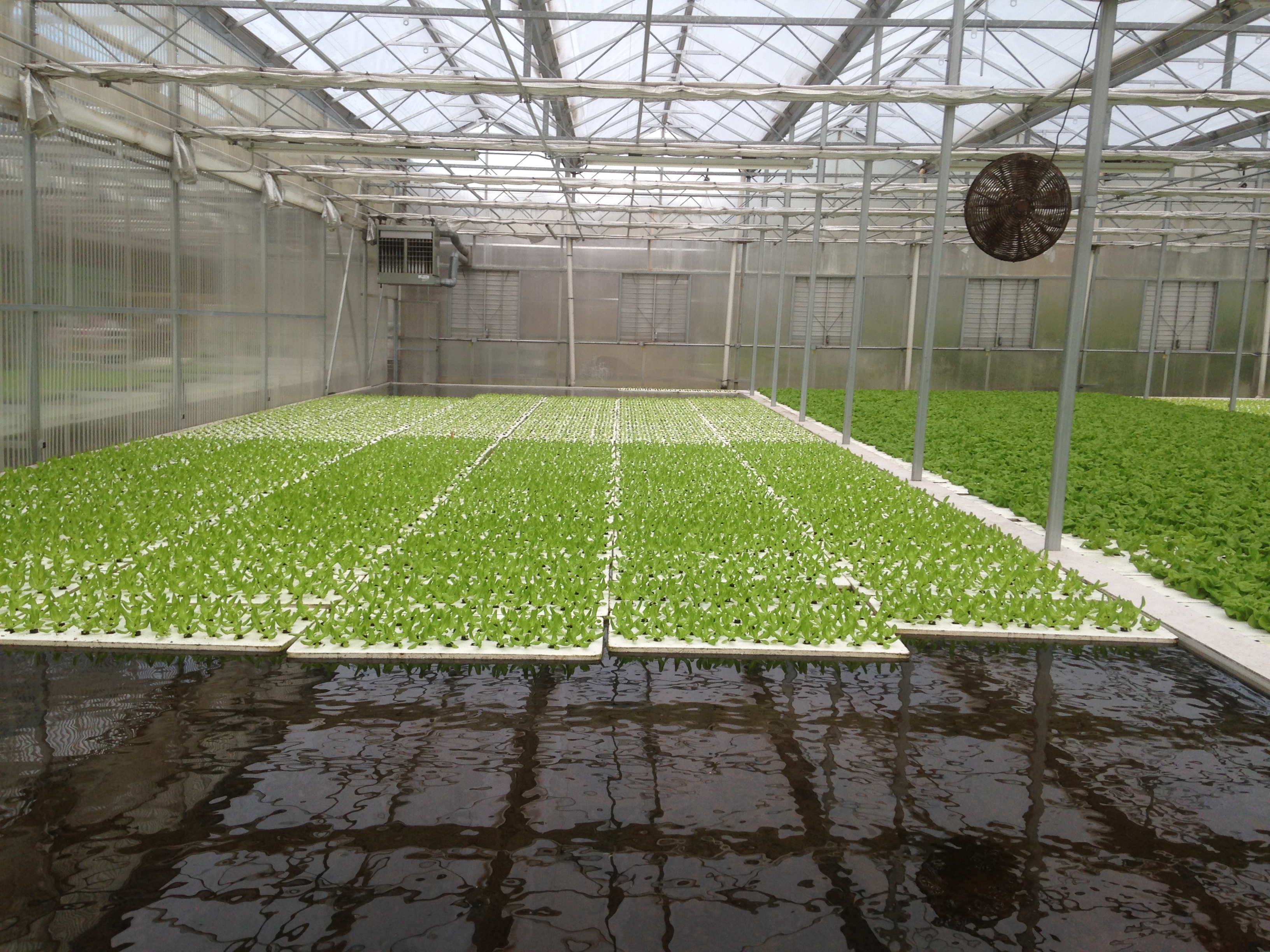

الاستزراع في المياه العميقة هو نوع من أنواع الزراعة المائية لإنتاج النبات عن طريق تعليق جذور النبات في محلول من الماء المؤكسج الغني بالمغذيات. تُعرف هذه الطريقة أيضًا بأنظمة الطوافة / الأحواض أو الطوافة العائمة ، وتستخدم هذه الطريقة طوافه لتعليق جذور النباتات في حوض من المياه بعمق 8-12 بوصة في الغالب. بالمقارنة مع تقنيات الزراعة المائية الأخرى ، مثل تقنية الغشاء المغذي (NFT) ، فإن إعداد الاستزراع في المياه العميقة غير مكلف نسبيًا ويمكن إعادة إنتاجه بسهولة بواسطة المزارع المنزلية. نظرًا لوجود خزان كبير نسبيًا من المياه الغنية بالمغذيات لكل نبات ، فهناك نظام تحكم بدرجة الحموضة والتوصيل الكهربائي ودرجة الحرارة ، مما يعني أن هذه العناصر لن تتقلب بالسرعة التي قد تتقلب بها في نظام تقنية الغشاء المغذي.